# Окружающая среда Казахстана
Окружающая среда Казахстана испытывает экологические проблемы. К подобным проблемам относятся радиоактивное загрязнение в связи с проведениями ядерных испытаний на полигоне в Семипалатинске во время существования СССР, исчезновение Аральского моря (на границе Казахстана и Узбекистана) и превращение в пустыню бывших сельскохозяйственных угодий. Многие из этих экологических проблем появились ещё в эпоху существования СССР. Центром исследования экологических проблем является Региональный экологический центр Центральной Азии, занимающийся также координацией усилий регионов по борьбе с экологическими проблемами.

## Проблемы

### Радиоактивное загрязнение
Казахстан находится в степной зоне, и СССР мог использовать земли Казахстана для проведения ядерных испытаний. В связи с недостаточными мерами экологической и радиационной безопасности в местных населённых пунктах около Семипалатинска и на границе с Китайской Народной Республики (северо-восток страны) выросло число лиц, больных онкологическими заболеваниями.

### Аральское море
Ещё одной проблемой стало высыхание Аральского моря, вызванное разделением на три отдельных водоёма в связи с забором воды из рек Сырдарья и Амударья. Снижение уровня воды в Аральском море привело к резким переменам в климате Казахстана: так, некогда плодородной почве был нанесён серьёзный ущерб, пыльные бури разносили соль, усиливалась ветряная эрозия. В результате неконтролируемого процесса погибла огромная часть сельскохозяйственных угодий. К 2019 году объём моря составил всего 5% от первоначального.

### Атырауская область
В связи с загрязнением Каспийского моря, вызванным добычей газа и нефти, складывается неблагоприятная экологическая обстановка в казахстанских территориальных водах, что может стать в будущем причиной экологической катастрофы.

## Решение экологических проблем
Министерство по охране окружающей среды Казахстана начало предпринимать серьёзные меры по спасению Аральского моря и сохранению окружающей среды Западного Казахстана, строго ограничив в 2003 году добычу нефти на Каспийском побережье. Предлагаются различные проекты спасения Аральского и Каспийского морей, но серьёзной поддержки со стороны правительств других стран нет. Одним из проектов стал проект по управлению течением Сырдарьи и Северного Аральского моря (NAS) стоимостью 86 млн. долларов, финансируемый Всемирным банком (65 миллионов долларов) и Правительством Казахстана. Целью проекта является развитие экономики (сельского хозяйства и рыбной ловли) и восстановление экологической обстановки до прежнего уровня в бассейне Сырдарьи, а также спасение Северного Аральского моря. Дополнительно были разработаны программы ASBP 1, ASBP 2 и ASBP 3, действовавшие с 2011 по 2015 годы. 